# دير جمال
دير جمال بلدة في منطقة اعزاز في محافظة حلب. تقع على بعد حوالي29 كم شمال مدينة حلب.عدد السكان في عام 2016 21457 نسمة.
ويعود اسمها كما يقال أنه يوجد دير مسيحي للراهبات كما يقال أنه مركز لتجمع الإبل عل طريق السفر (استراحة) وتعتمد على المحاصيل الزراعية وكما يوجد فيها مادة مستخرجة من الأرض وهي مادة ترابية واسمها البيلون (الاسم العلمي صلصال) ويستخدم كمادة أولية لصناعة الشامبو ومادة أساسية مستخدمة في تصفية الزيوت، يوجد فيها نادي كرة قدم باسم فريق دير الجمال مكون من لاعبين من داخل البلدة، كما ان عدد سكانها يقارب 22000 نسمة وقد شهدت في السنوات الأخيرة هجرة عكسية من المدينة إلى القرية وذلك لتوفر الخدمات من متاجر ومواصلات، كما توجد فيها مدراس ثانوية وإعدادية وابتدائية وفيها ثلاثة مساجد أحدها مبني منذ حوالي 200 سنة. وتشتهر بزراعة الزيتون ومحاصيل الحبوب السنوية، وفيها يقطن أعداد من النازحين جراء المعارك الجارية أثناء الثورة السورية بمخيم شمال القرية.